# Friedrich Leyser
Friedrich Leyser, auch Lyser (* 11. April 1591 in Braunschweig; † 19. Juli 1645 in Eilenburg) war ein deutscher evangelischer Theologe und Erbsass auf Broda. Der Sohn des sächsischen Oberhofpredigers Polykarp Leyser des Älteren war Superintendent in Eilenburg zur Zeit des Dreißigjährigen Krieges. Auf sein Betreiben hin kam Martin Rinckart nach Eilenburg.

## Leben
Friedrich Leyser wurde als sechstes von dreizehn Kindern des Braunschweiger Superintendenten und späteren Oberhofpredigers in Dresden, Polykarp Leyser der Ältere, und dessen Frau Elisabeth, Tochter von Lucas Cranach dem Jüngeren, geboren. Als Kind lebte Leyser in Braunschweig, Wittenberg und Dresden. Er studierte an der Universität Jena, wo er im Alter von 27 Jahren den Doktorgrad in Theologie erwarb. Die Annahme, dass Leyser nach seinem Studium für kurze Zeit als Oberhofprediger in Dresden gewirkt habe, basiert wohl auf einem missverständlichen Eintrag in Johann Heinrich Zedlers Grossem vollständigen Universal-Lexicon Aller Wissenschafften und Künste, und muss als falsch zurückgewiesen werden. Die Angabe dort bezieht sich auf seinen Vater Polykarp Leyser.
1617 trat Leyser die Stelle als Superintendent der Ephorie Eilenburg an. In seinem Antrittsjahr starb der bisherige Archidiakon von St. Nikolai, Georg Schalitz. Leyser trug die nun vakante Stelle Martin Rinckart an, der zu dieser Zeit Pfarrer in Erdeborn war. Rinckart, der aus Eilenburg stammte, folgte dem Ruf in seine Vaterstadt. Leyser und Rinckart führten die Eilenburger Kirche gemeinsam durch die Zeit des Dreißigjährigen Krieges, die von Hunger und Seuchen geprägt war. Durch die schwedische Besatzung wurde die ohnehin große Not noch verschlimmert. Anders als Rinckart pflegte Leyser dabei ein gutes Verhältnis zu den in der Oberpfarrei einquartierten schwedischen Militärs. So war etwa ein Sohn des schwedischen Oberbefehlshabers Johan Banér Taufpate seiner Tochter Christiane (* 1637). Das Elend in der durch Krieg und die um sich greifende Pest geschundenen Stadt veranlasste Leyser, sich auf sein Erbgut Broda bei Delitzsch zurückzuziehen. Leyser kehrte zweimal nach Ermahnung zurück nach Eilenburg und gab Nahrung von seinem Gut an die hungernde Bevölkerung ab. Leyser, der unter Magen- und Darmkrankheit litt, war mehrfach zu einem Kuraufenthalt in Eger. Er starb am 19. Juli 1645 in Eilenburg und erhielt sein Begräbnis in der Nikolaikirche „im Eingange der Kirchen am grossen Thore“. Das aufgestellte Epitaph ist nicht mehr vorhanden. Leysers Nachfolger als Superintendent wurde Joachim Buchholz, der bereits seit 1644 als dessen Substitut fungierte.
Leyser war verheiratet mit Dorothea (geborene Schmidt), der Tochter des Amtsschössers von Torgau. Der Ehe entstammten mindestens acht Kinder: Polycarp Leyser (1619–1636), Georgius Leyser (* 17. August 1621 in Eilenburg; † 21. November 1621 in Eilenburg), Friedrich Leyser (1623–1636), Magister Wilhelm Leyser, Elisabeth Leyser, verheiratet am 16. November 1645 in Eilenburg mit Joachim Buchholtz, Lic. Theol, Superintendent in Eilenburg, sowie Christian Leyser, Lucas Leyser (* 22. August 1624 in Eilenburg; † 22. Juni 1635 ebenda) und Christina Dorothea Leyser.

## Anmerkung
1. ↑  Weitere Namensvarianten sind Friedrich von Leyser, Fridericus Lyserus und Friedrich Lyserus